# 耕起

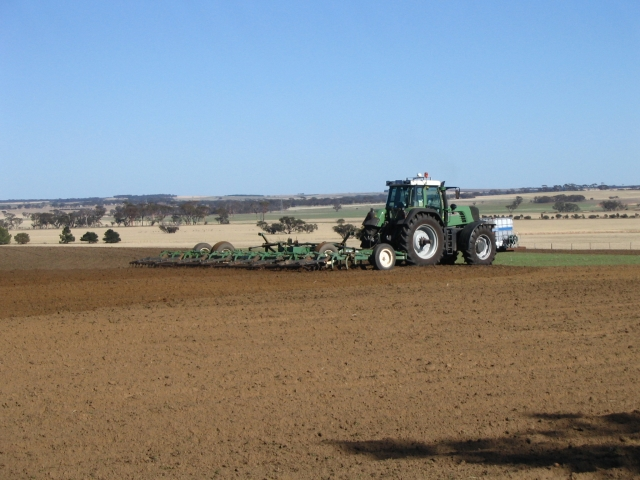
トラクターによる耕起

耕起（こうき、英語: Tillage）は、農業において、土を掘り返したり反転させたりして耕すことである。田畑に作物を植え付ける前段階として実施され、農機具や各種の農業機械などを使用して実施される。耕起や砕土などによって土壌を整地することを耕耘（こううん、耕運とも書く）という。

## 概要
耕起は、そのままでは作物の栽培に適さない土壌に対して、表土の破砕によって土壌を柔らかくし、乾土効果をもたらすことを目的として実施される。また雑草の除去・漉き込みや、有機物の分解促進、土壌の団粒化の促進、土壌性の病害の抑制なども効果として期待される。
一方、耕起によって土壌養分の流出や土壌の乾燥化を招く場合もあり、農業機械などによる作業のコストもかかるため、省力化や土壌流出の抑制、保水効果などを狙って耕起を行わない栽培も行われている（不耕起栽培）。
水稲など多くの作物では、植え付け前の春期と収穫後の秋期に耕起が行われる。耕耘作業には、大きく分けて反転耕と撹拌耕があり、反転耕ではプラウなどによって土壌を切削しながら耕起し、ハローやサブソイラなどで砕土を行うことにより、固まった土壌をより深くまで耕す。一方撹拌耕では、耕起と砕土を同時に行えるロータリーなどで浅く耕す。またカルチベータなどによる中耕がおこなわれることもある。
古くは犂や鍬などで手作業、あるいは牛馬による耕起が行われてきたが、農具の機械化が進み、各種の農業機械によって実施されることが主流となっている。